# Les Schtroumpfs (2021)
Les Schtroumpfs (Os Smurfs no Brasil e em Portugal) é uma série de animação computadorizada belga desenvolvida por Dupuis Audiovisuel, IMPS e Peyo Productions, em associação com KiKa, Ketnet, RTBF e Dargaud Media, com a participação de TF1. É a segunda série de televisão baseada na série de histórias em quadrinhos franco-belga de mesmo nome, criado pelo cartunista e roteirista belga Peyo, após a série original de mesmo nome de 1981. 
A série foi quase inteiramente produzida na Bélgica, com 75% da animação concluída no estúdio de animação DreamWall da Dupuis na cidade de Charleroi. 
Seu estilo de animação CGI é baseado principalmente no filme Smurfs: The Lost Village, mas é uma produção independente, já que a Sony Pictures Animation não esteve envolvida na produção da série.
A série foi anunciado pela primeira vez pela Peyo Productions em 2017. No ano seguinte, suas emissoras europeias foram anunciadas: Ketnet (Flandres), TF1 (França), KiKa (Alemanha), e La Trois (Valônia). Em 2020, foi relatado que os direitos de transmissão foram adquiridos pela marca de entretenimento americana Nickelodeon para vários de seus canais, mas o acordo de transmissão não se estende à série Os Smurfs original dos anos 1980 (que continua a ser distribuída pela Warner Bros. na América do Norte).
Após 18 meses na TV por assinatura, Os Smurfs já está disponível para transmissão na Netflix nos Estados Unidos. A série fez sua estreia mundial em 18 de abril de 2021, no canal La Trois na Bélgica.

## Transmissão
Em seu país de origem (Bélgica), a série estreou originalmente em 18 de abril de 2021 no La Trois (o canal da RTBF) durante o bloco de programação RTBF Auvio Kids TV (anteriormente como OUFtivi).
Na Suíça, a série estreou em 25 de abril de 2021 no RTS Un (o canal pertencente a RTS), durante o bloco de programação RTS Kids.
Na França, a série foi transmitida em 9 de maio de 2021 na TF1, dentro do bloco juvenil TFOU, mais tarde estreou na Nickelodeon France em 2 de janeiro de 2023. E em Québec a partir de 28 de agosto de 2021 em Télé-Québec, sob o título Les Schtroumpfs 3D.
Nos Estados Unidos, a série estreou em 10 de setembro de 2021 na Nickelodeon.
No Reino Unido, a série foi transmitida pela Nickelodeon (Reino Unido), Nicktoons e Channel 5.
Na Alemanha, a série estreou na KiKa em 16 de abril de 2022.
No Brasil, a série começou a ser exibida primeiramente na plataforma de streaming Paramount+ em 1 de novembro de 2021, e estreou no canal Nickelodeon Brasil  como a prévia exclusiva em 26 de novembro de 2021, até que estreou oficialmente em 5 de fevereiro de 2022. E foi exibida do seu canal irmão Nick Jr. Brasil em 6 de março de 2023, e permaneceu em 30 de junho de 2023. A série foi disponibilizada no YouTube Brasil em 30 de julho de 2022 e na Netflix em 1 de maio de 2023.
Em Portugal, a série começou a ser exibida primeiro no serviço SVOD da MEO Nick+ em 1 de setembro de 2021 e foi exibida mais tarde no Nickelodeon Portugal em 10 de janeiro de 2022.
A segunda temporada estreou na Bélgica em 29 de agosto de 2022. Nos Estados Unidos, estreou mundialmente em 18 de julho de 2022. Na França, estreou em 5 de outubro de 2022. No Brasil, estreou em 21 de novembro de 2022.
A terceira temporada foi anunciada em outubro de 2023, que estreia no verão em 2024 na Nickelodeon. A estreia mundial da terceira temporada foi na Austrália na Apple TV+ em 5 de agosto de 2024, com as exibições de 4 episódios inéditos. Na Bélgica, estreou em 25 de agosto de 2024 no RTBF Auvio Kids TV. Na França, estreou em 1 de setembro de 2024 no TFOU. Nos Estados Unidos, estreou em 2 de setembro de 2024 na Nickelodeon. No Brasil, vai estrear em 24 de fevereiro de 2025 na Nickelodeon Brasil.
Em 12 de junho de 2024, a quarta temporada da série foi renovada.

## Dubladores
| Personagem      | Dublador(a) original | Dublador(a)          | Dublador(a)           |
| --------------- | -------------------- | -------------------- | --------------------- |
| Papai Smurf     | Jean-Loup Horwitz    | Davis Freeman        | Gilberto Baroli       |
| Smurfette       | Anna Ramade          | Bérangére McNeese    | Angélica Borges       |
| Robusto         | Marc Arnaud          | Vincent Broes        | Léo Martins           |
| Gênio           | Antoine Schoumsky    | Youssef El Kaouakibi | Fred Mascarenhas      |
| Desastrado      | Fanny Bloc           | Tess Bryant          | Yan Gesteira          |
| Gargamel        | Emmanuel Curtil      | Lenny Mark Irons     | Márcio Simões         |
| Boca-Grande     | Xavier Fagnon        | Lenny Mark Irons     | João Francisco Garcia |
| Habilidoso      | Xavier Fangon        | Joshua Rubin         | João Vitor Granja     |
| Joca            | Kaycie Chase         | Kaycie Chase         | Fabrício Rinaldi      |
| Fominha         | Marc Arnaud          | Ilse La Monaca       | Silvio Giraldi        |
| Tonto           | Jérémy Prévost       | Lenny Mark Irons     | César Marchetti       |
| Assustado       | Magali Rosenzweig    | Tess Bryant          | Rodrigo Araújo        |
| Ranzinza        | Emmanuel Curtil      | Joshua Rubin         | Ricardo Juarez        |
| Vaidoso         | Jérémy Prévost       | Daniel Sieteiglesias | Airam Pinheiro        |
| Poeta           | Jérémy Prévost       | Lawrence Sheldon     | Adriano Paixão        |
| Fazendeiro      | Jérémy Prévost       | Davis Freeman        | Rodrigo Antas         |
| Chef            | Emmanuel Curtil      | Vincent Broes        | Rogério Vieira        |
| Harmônia        | Fanny Bloc           | Lenny Mark Irons     | Heitor Assali         |
| Fraco           | Kaycie Chase         | Kaycie Chase         | Gabriel Martins       |
| Preguiçoso      | Magali Rosenzweig    | Sandra Asratian      | Ricardo Campos        |
| Smurf-magnólia  | Magali Rosenzweig    | Catherine Hershey    | Fernanda Keller       |
| Smurfflor       | Olivia Luccioni      | Cherise Silvestri    | Giulia de Brito       |
| Smurf-lilí      | Cindy Lemineur       | Jackie Jones         | Monalisa Capella      |
| Smurf-tormenta  | Kelly Marot          | Cherise Silvestri    | Gabriela Bicalho      |
| Smurf-Begônia   | Fanny Bloc           | Loreanne Asratian    | Priscila Ferreira     |
| Mãe do Gargamel | Magali Rosenzweig    | Tess Bryant          | Cecília Lemes         |
| Selvagem        | Marc Arnaud          | Luke Calzonetti      |                       |
| Folha           | Magali Rosenzweig    | Jade Wheeler         | Natali Pazete         |

| Créditos de dublagem | Brasil                                      |
| -------------------- | ------------------------------------------- |
| Estúdio              | Dublavídeo                                  |
| Direção              | Vanessa Alves                               |
| Direção Musical      | Monica Toniolo                              |
| Tradução             | Beatriz Toledo Barbosa                      |
| Mídia                | Paramount+, Netflix e TV paga (Nickelodeon) |

## Episódios

### Resumo
| Resumo | Resumo | Episódios | Episódios | Originalmente exibido                      | Originalmente exibido                        | Transmissão lusófona    | Transmissão lusófona  |
| Resumo | Resumo | Episódios | Episódios | Estreia da temporada                       | Final da temporada                           | Estreia da temporada () | Final da temporada () |
| ------ | ------ | --------- | --------- | ------------------------------------------ | -------------------------------------------- | ----------------------- | --------------------- |
|        | 1      | 52        | 52        | 18 de abril de 2021 6 de setembro de 2021  | 20 de março de 2022 14 de julho de 2022      | 5 de fevereiro de 2022  | 4 de novembro de 2022 |
|        | 2      | 52        | 52        | 29 de agosto de 2022 18 de julho de 2022   | 1 de fevereiro de 2023 8 de dezembro de 2023 | 21 de novembro de 2022  | 10 de agosto de 2023  |
|        | 3      | 52        | 52        | 25 de agosto de 2024 2 de setembro de 2024 | ASA                                          | 24 de fevereiro de 2025 | ASA                   |